# James Patterson (forfatter)
 For alternative betydninger, se James Patterson. (Se også artikler, som begynder med James Patterson)
James B. Patterson (født 22. marts 1947) er en amerikansk forfatter, som har skrevet to serier plus nogle enkeltstående bøger.
Selvom nogle af bøgerne er en del af en serie, er de skrevet på en sådan måde, at de sagtens kan læses uafhængigt af hinanden, og det betyder, at man ikke behøver at læse dem i kronologisk rækkefølge.
Filmene Kiss the Girls og Along Came a Spider er filmudgaver af to af hans bøger, som på dansk hedder Dødskysset og I edderkoppens spind.
De to serier er krimier; den ene med psykologen og politibetjenten Alex Cross som hovedperson, den anden med kriminalbetjenten Lindsay Boxer som hovedperson.
Ud over kriminal- og spændingsromaner har han skrevet et par kærlighedshistorier, en historisk roman som foregår i korstogenes tid og en julebog.
De fleste af hans bøger oversættes til dansk men dog ikke alle, så hvis man har fået blod på tanden og gerne vil læse alle hans bøger, er de skrevet på forholdsvis letlæseligt amerikansk-engelsk.